# Throana pectinifer
Throana pectinifer là một loài bướm đêm trong họ Noctuidae.